# Manuela Zander

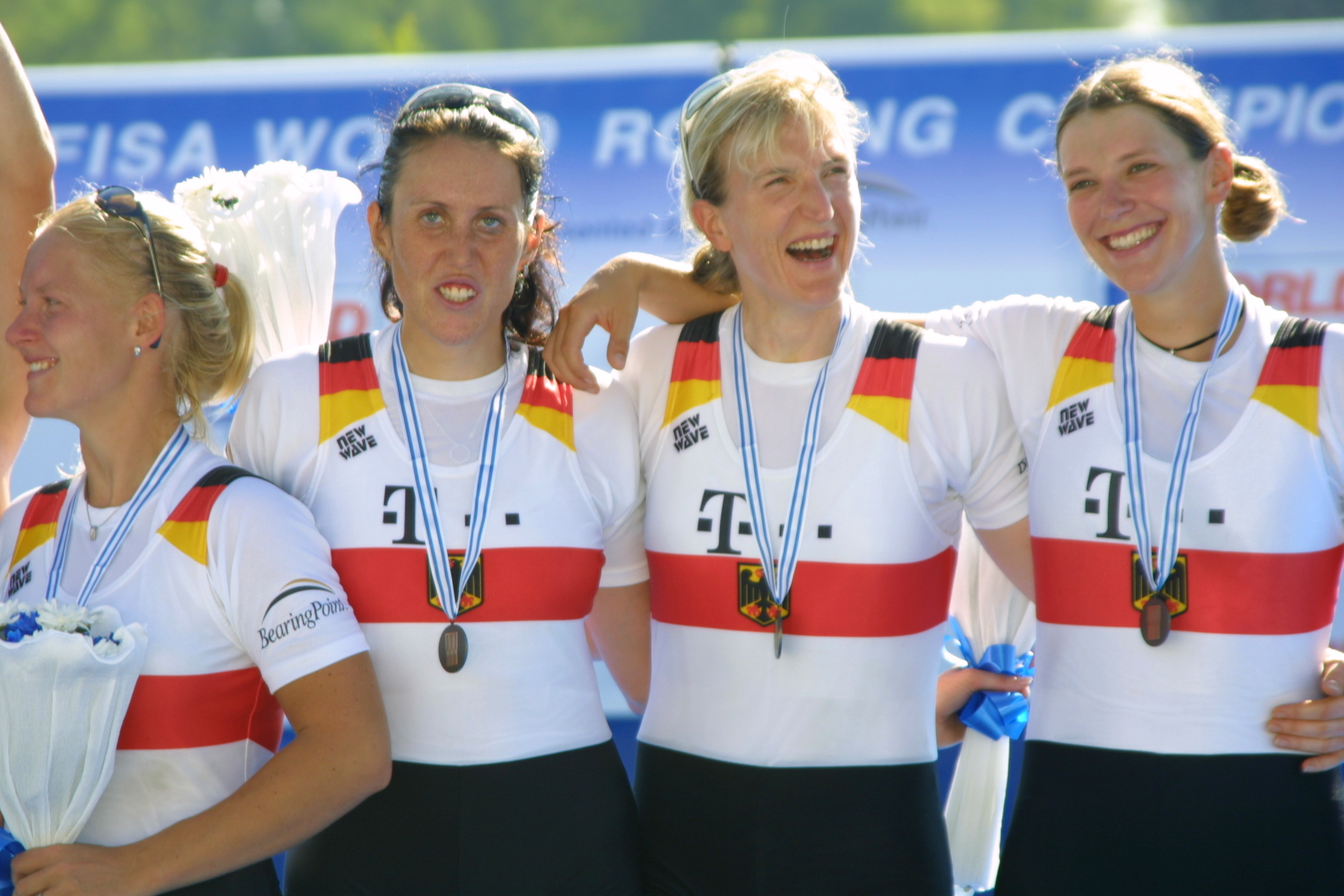
Ruderweltmeisterschaften 2003
v. l. n. r. Manuela Zander, Sandra Goldbach, Dana Pyritz und Ulrike Stadlmayr.

Manuela Zander (* 15. Januar 1978 in Burg) ist eine ehemalige deutsche Ruderin, die 2003 bei den Weltmeisterschaften in Mailand mit dem Vierer ohne Steuerfrau den 3. Platz belegte.
Im Jahr 1996 startete Zander zum ersten Mal bei einer internationalen Regatta, als sie Teil des deutschen Juniorinnen-Achters bei den Jahrgangs-Weltmeisterschaften in Glasgow war. Sie gewann dort den Weltmeistertitel. Erst vier Jahre später konnte sie in der U23-Altersklasse an den damals noch inoffiziellen Weltmeisterschaften (Nations Cup) teilnehmen. Im Doppelvierer der Frauen gewann sie gemeinsam mit Britta Holthaus, Christiane Huth und Jördis Gramowski ebenfalls eine Goldmedaille. In der offenen Altersklasse versuchte sie sich 2001 beim Ruder-Weltcup im Einer für die Nationalmannschaft anzubieten, was ihr aber nicht gelang. Nach der Rückkehr in den Riemenbereich qualifizierte sie sich aber für die Ruder-Weltmeisterschaften 2002 in Sevilla, wo sie mit Sandra Goldbach, Anuschka Stojanowitsch und Christiane Hölzel den sechsten Platz erreichte.
Im Folgejahr gewann die Ruderin vom RV Kurhessen Cassel zusammen mit Sarah Pollmann, Katlehn Rodewald und Christiane Hölzel ihren einzigen deutschen Meistertitel im Vierer. Bei den Weltmeisterschaften 2003 in Mailand war Zander die einzige aus dem Meisterboot, mit ihr gemeinsam ruderten Ulrike Stadlmayr, Dana Pyritz und Sandra Goldbach. 2004 startete sie nochmals beim Ruder-Weltcup, aber ihr gelang nicht mehr die Qualifikation für einen internationalen Wettkampf.

## Internationale Erfolge
- 1996: 1. Platz Junioren-Weltmeisterschaften im Achter
- 2000: 1. Platz U23 Nations Cup im Doppelvierer
- 2003: 3. Platz Weltmeisterschaft im Vierer-ohne

## Nachweise
1. ↑  Deutsche Meisterschaften im Vierer ohne Steuerfrau

| Personendaten    | Personendaten    |
| ---------------- | ---------------- |
| NAME             | Zander, Manuela  |
| KURZBESCHREIBUNG | deutsche Ruderin |
| GEBURTSDATUM     | 15. Januar 1978  |
| GEBURTSORT       | Burg             |